# Ironische lofrede
Een ironische lofrede (ook wel paradoxaal encomium) is een lofrede (of eulogie) op een persoon, zaak of eigenschap die juist helemaal niet lofwaardig is.

## De ironische lofrede in de Oudheid
Ironische lofredes bestaan al bijna even lang als er redevoeringen bestaan. Reeds in de 5e eeuw v.C. schreef de redenaar en sofist Gorgias een lofrede op de doorgaans vervloekte Helena en een verdedigingsrede van Palamedes, die onterecht aangeklaagd zou zijn. Een generatie later probeerde Isocrates (436-338 v.C.) Gorgias te overtreffen met een eigen lofrede op Helena. Ook is er van hem een lofrede op Busiris overgeleverd, de mythische Egyptische koning die de wrede gewoonte had vreemdelingen te offeren. De leerlingen van Gorgias legden zich eveneens toe op de lof van adoxa (niet-lofwaardige zaken). Zo schreef Alcidamas een lofrede op de dood, en wijdde Polycrates onder meer redes aan potten, stenen, muizen en zout.
Hoewel het paradoxaal encomium als paignion (scherts) werd aangeduid, was het waarschijnlijk een serieuze schooloefening. De sofistische training en ook het latere retorica-onderwijs waren gericht op het spreken in het openbaar. Het werd daarbij als een goede oefening beschouwd om beide zijden van een kwestie te verdedigen. Het houden van een paradoxaal (‘onverwacht’) encomium ligt in hetzelfde vlak. De achterliggende gedachte daarbij is uiteraard dat wie de techniek verstaat een redevoering te houden op iets wat niet-lofwaardig is, des te beter in staat is een serieus onderwerp te behandelen.
Vooral in de periode van de zogenaamde Tweede sofistiek was de ironische lofrede populair. In deze literaire beweging, die ontstond in de 1e eeuw n.C. en haar hoogtepunt had in de 2e eeuw, produceerden Grieks en Latijn schrijvende auteurs retorische hoogstandjes. Dion van Prusa (ca. 40-120), een van de eerste vertegenwoordigers van deze stroming, schreef lofredes op triviale onderwerpen als het hoofdhaar, de papegaai en de mug. Hiervan is alleen de Lof van het hoofdhaar bewaard gebleven, omdat Synesius van Cyrene, een 5e-eeuwse bisschop en bewonderaar van Dion, deze tekst grotendeels opnam in zijn eigen Lof van de kaalheid. Andere voorbeelden zijn de in briefvorm geschreven Lof van stof en rook en de Lof van de onachtzaamheid van Fronto (ca. 100-166), die slechts zeer fragmentarisch zijn bewaard. De bekendste voorbeelden van ironische lofredes stammen van de tweede-eeuwse schrijver Lucianus. Formeel beschouwd is alleen zijn Lof van de vlieg een echt paradoxaal encomium. Maar ook in zijn Parasiet en Podagra (Voetjicht) geeft Lucianus lovende beschrijvingen van niet-lofwaardige onderwerpen. Al zijn deze teksten eigenlijk een socratische dialoog en een parodie van een tragedie, toch hadden ze later veel invloed als voorbeeld voor paradoxale encomia.

## Ironische lofredes in de 16e en 17e eeuw
Ook uit de Middeleeuwen zijn een aantal paradoxen bekend, maar het schrijven ervan werd pas echt populair in de zestiende eeuw. Voor vele humanisten vormde het genre een soort intellectuele scherts. Maar niet alle ironische lofredes waren louter spel. Deze speelse vorm werd ook gebruikt om serieuze onderwerpen ironisch te behandelen. Verreweg het bekendste voorbeeld daarvan is Erasmus' Lof der zotheid.
Uit de enorme hoeveelheid paradoxen werden diverse verzamelbundels samengesteld. De meest omvangrijke daarvan was een enorme verzameling van 500 Latijnse ironische lofredes en aanverwante werken, die door Caspar Dornavius bijeen was gebracht en in 1619 verscheen: Amphitheatrum sapientiae socraticae ioco-seriae. Om zijn verzameling enigszins overzichtelijk te maken deelde Dornavius het materiaal in twee delen in: de lofredes ‘pro vilibus’, op nutteloze zaken, en de lofredes ‘pro damnosis’, op verderfelijke zaken. In de eerste categorie vallen onderwerpen als dieren, insecten, bloemen, planten, en in de tweede komen we lofredes op ondeugden, slechte levenswijzen en ziektes tegen.
Vele auteurs, vaak van grote naam, hebben paradoxen op hun naam staan. Daartoe behoren o.a. de Lof van de ezel en de Lof van de luis van Daniël Heinsius, de Lof van voetjicht van Wilibald Pirckheimer, de Lof van de gans van Julius Caesar Scaliger, de Lof van de olifant van Justus Lipsius, de Lof van de zwaan van Aldrovandus en de Lof van de mier van Melanchthon. 
Ook in de volkstalen zijn er vele voorbeelden te vinden. Zo schreef in Nederland Coornhert reeds in 1567/68 een Lof van de Ghevangenisse en publiceerde Roemer Visscher in 1612 ironische lofdichten op de verliefdheid (’T Lof van de Mutse) en op het lopen van een blauwtje (Het Lof van een Blaeuwe Scheen).